# Kathryn Chaloner
Pour les articles homonymes, voir Chaloner.
Kathryn Mary Chaloner (née le 24 août 1954 et morte le 19 octobre 2014) est une statisticienne américaine d'origine britannique.  

## Biographie
Kathryn Chaloner obtient en 1975 un bachelor en mathématiques de l'université d'Oxford où elle a étudié au Somerville College et une maîtrise en statistique de l'University College de Londres en 1976, avant de poursuivre ses études de statistiques aux États-Unis. Elle prépare un doctorat à l'université Carnegie-Mellon, sous la direction de Morris DeGroot, et soutient en 1982 une thèse intitulée Optimal Bayesian Experimental Design. Elle est membre du corps professoral de l'École de statistique de l'université du Minnesota de 1982 à 2002. En 2002, elle est nommée professeure et directrice du département de biostatistique de l'université de l'Iowa. Elle meurt prématurément, en 2014.

## Activités de recherche et institutionnelles
Chaloner est une chercheuse en statistique qui a développé des méthodes de conception expérimentale bayésienne (en), et bien connue pour son travail sur le VIH, le SIDA, les maladies infectieuses et la santé des femmes. Elle est membre du conseil d'administration de l'Alliance nationale pour les études doctorales en sciences mathématiques, un groupe de professeurs œuvrant pour l'inclusion et la diversité dans les sciences mathématiques de niveau doctoral. Elle a dirigé une initiative en sciences statistiques pour élargir la participation aux études doctorales en statistique et biostatistique.

## Prix et distinctions
Elle est élue membre de la Society for Clinical Trials (à titre posthume), de la Société américaine de statistique (1994), de l'Institut international de statistique (1995) et de l'Association américaine pour l'avancement des sciences (2003).
Elle est lauréate en 2014 du prix Elizabeth Scott décerné par le Comité des présidents de sociétés statistiques (COPSS) pour « ses contributions aux services et son rôle de leader, son mentorat envers les jeunes étudiants et diplômés, ses contributions à la méthodologie statistique, et son application de méthodes novatrices à la médecine et à la santé publique ».

## Publications
- « Optimal Bayesian experimental design for linear models », Annals of Statistics, 12:283-300, 1984.
- « A Bayesian approach to the estimation of variance components for the unbalanced one-way random model », Technometrics, 29:322-337, 1987.
- avec K. Larntz, « Optimal Bayesian design applied to logistic regression experiments », Journal of Statistical Planning and Inference, 21:191-208, 1989.
- « Bayesian residual analysis in the presence of censoring », Biometrika, 78:637-644, 1991.
- avec K. Larntz, « Optimal Bayesian design for accelerated life testing experiments », Journal of Statistical Planning and Inference, 33:245-259, 1992.